# Gail
De Gail is een rivier in het zuiden van Oostenrijk en vormt de grootste rechter-rijzivier van de Drau. De bron ligt in de gemeente Obertilliach, even ten oosten van het Kartitscher Sattel, de scheiding tussen Karnische Alpen en Dolomieten. De rivier stroomt van west naar oost door de Zuidelijke Kalkalpen, tussen de Gailtal Alpen in het noorden en de Karnische Alpen in het zuiden. De rivier stroomt grotendeels parallel met de staatsgrens tussen Oostenrijk en Italië-Slovenië, die ten zuiden van de rivier ligt en over de toppen van de Karnische Alpen en Karawanken loopt. Zowel de Karnische Alpen, Gailtal Alpen, Dolomieten en Karawanken zijn onderdelen van de ruimere Zuidelijke Kalkalpen.
In de buurt van Villach mondt de Gail uit in de Drau, aan de voet van de westelijke Karawanken.

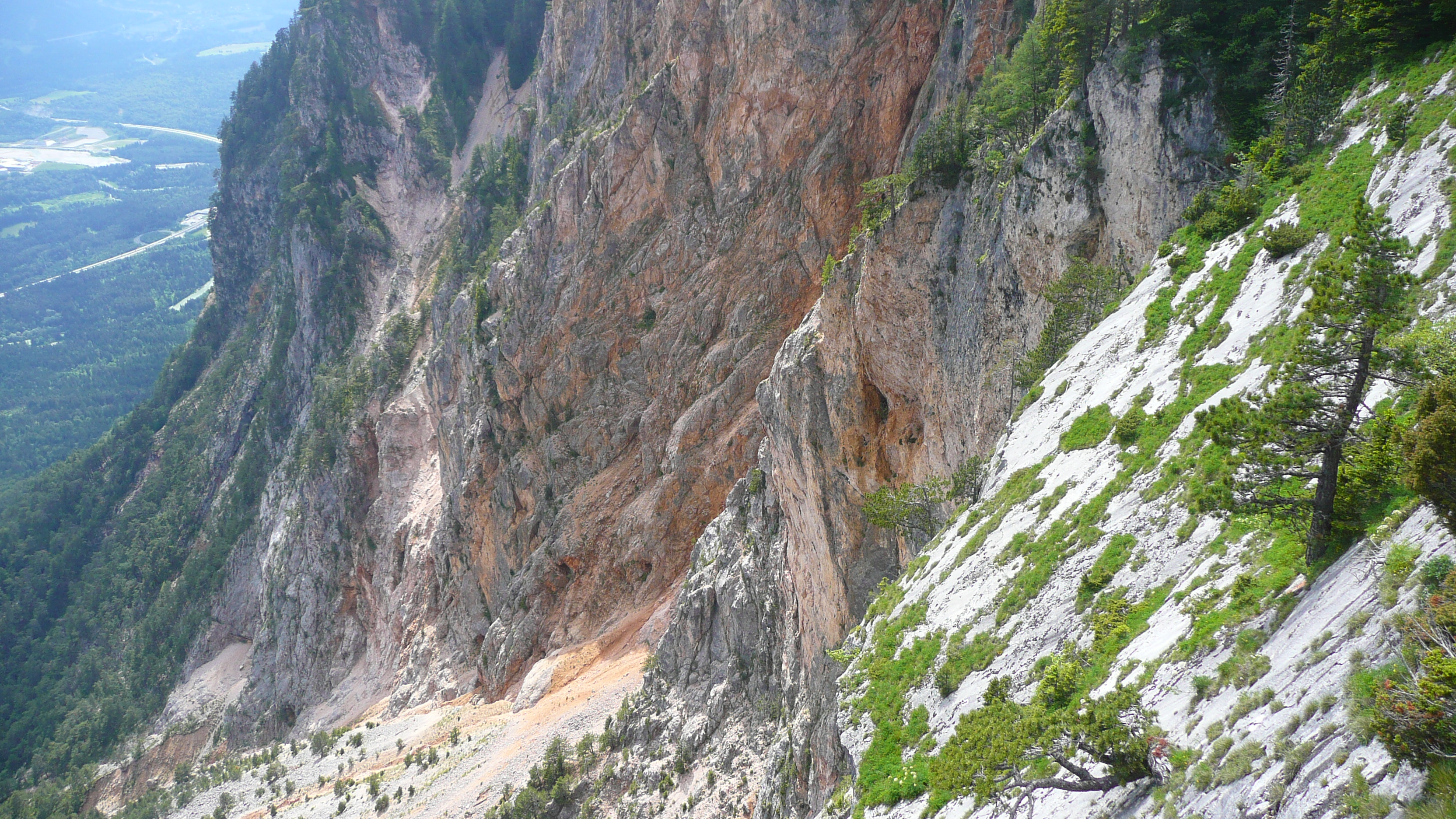
Flank van de Dobratsch, hoog boven de Gail

Na de Friuli-aardbeving in 1348 werd de bedding van de rivier bij Villach begraven door een grote aardverschuiving. De rivier zocht een andere weg waardoor er grote overstromingen plaatsvonden. De zone met de bergstorting, met een lengte van tien kilometer, is nog goed zichtbaar op de steile hellingen van de berg Dobratsch, ten noorden van Arnoldstein.